# Stanislav Klanjšček
Stanislav Klanjšček, italijanski kmet in javni delavec slovenskega rodu, * 6. september 1928, Valerišče pri Števerjanu.
Rodil se je v družini kmeta Franca in kmetice Jožefe Klanjšček rojene Mareč. Po končani osnovni šoli je pomagal očetu in materi na kmetiji. V letih 1944/1945 je bil v partizanih. Po osvoboditvi je delal na domači kmetiji. Kot zaveden Slovenec je bil leta 1951 ob prvih upravnih volitvah v Števerjanu med ustanovitelji Kmečko-delavske zveze, nato njen član in  odbornik do 1984. V letih 1956−1980 je šestkrat kandidiral na občinskih volitvah. V prvi mandatni dobi (1956-1961) je bil svetovalec, v naslednji podžupan, od 1965-1985 pa župan. V tistih letih so v Števerjanu izpeljali več komunalnih del: končali javni vodovod, asfaltirali vse vaške ceste, zgradili novo šolsko poslopje, preuredili občinsko stavbo in razširili obe pokopališči.